# Fórmula de Chézy
La fórmula de Chézy, desenvolupada per l'enginyer francès Antoine de Chézy (conegut internacionalment per la seva contribució a la hidràulica dels canals oberts) i presentada en 1769, és una fórmula que permet obtenir la velocitat mitjana en la secció d'un canal i estableix que:
{\displaystyle v=\chi {\sqrt {Rj}}}
on:
- {\displaystyle v} velocitat mitjana en {\displaystyle [m/s]}
- {\displaystyle \chi } coeficient de rugositat en {\displaystyle [m^{1/2}/s]}
- {\displaystyle R} radi hidràulic en metres,
- {\displaystyle j} el pendent longitudinal de la solera o fons del canal.

També se sol utilitzar per calcular cabal màssic en la forma:
{\displaystyle Q=\chi S{\sqrt {Rj}}}
on: 
- {\displaystyle Q} Cabal màssic en {\displaystyle [m^{3}/s]}
- {\displaystyle S} secció del canal en {\displaystyle [m^{2}]}

## Ampliació per als corrents amb pressió
Tot i que la fórmula de Chézy es va presentar el 1769, la seva ampliació per als corrents amb pressió és actual. Tenint en compte que R és el radi hidràulic, donada per la relació:
{\displaystyle \mathbf {R} ={\frac {A}{S}}}
on A representa l'àrea de la secció del conducte i S representa el contorn o el perímetre del conducte, R= D/4 (per a un conducte de secció circular), i considerant J com la pèrdua de càrrega total de la fórmula de Chézy que s'escriu igual i que és vàlid per als corrents amb pressió:
{\displaystyle V=\chi {\sqrt {RJ}}}
No obstant això, sovint s'utilitza per a calcular les pèrdues de càrrega, en la forma:
{\displaystyle J={\frac {V^{2}}{\chi ^{2}\ R}}}

## Coeficient de rugositat
Hi ha diverses expressions per al càlcul del coeficient de rugositat de diferents autors. No obstant això, és bo tenir en compte que la fórmula de Chézy està relacionada amb el coeficient de resistència, com es pot veure partir de la següent fórmula derivada per mitjà d'anàlisi mitjançant la combinació de l'equació de Chézy i l'equació de Darcy-Weisbach per al càlcul de la pèrdua de càrrega:
{\displaystyle \chi =\left({\frac {8g}{\lambda }}\right)^{(1/2)}}
on λ és l'índex de resistència (indicat en taules).
Altres fórmules per al càlcul de χ són:
- La fórmula de Bazin

{\displaystyle \chi ={\frac {87}{1+{\frac {\gamma }{\sqrt {R}}}}}}
on γ és l'índex de rugositat, indicat taules per a diversos valors de rugositat en els materials relatius, en relació amb el radi hidràulic R.
- La fórmula de Kutter, que es pot considerar equivalent a la fórmula de Bazin.

{\displaystyle \chi ={\frac {100}{1+{\frac {m}{\sqrt {R}}}}}}
on m és l'índex de rugositat.
- Entre les més utilitzades es recorda la fórmula de Gauckler-Strickler, particularment apreciat per ser de tipus monomi i, per tant, fàcil d'utilitzar per a aplicacions analítiques:

{\displaystyle \chi =c*R^{1/6}}
on c està en funció de la rugositat de la paret, disponible en taules.
- fórmula de Manning, amb un índex de rugositat n és el recíproc de la fórmula de Gauckler-Strikler.

{\displaystyle \chi ={\frac {1}{n}}*R^{1/6}}
on n depèn de la rugositat de la paret, disponible en taules.